# Lepidiota uptoni
Lepidiota uptoni är en skalbaggsart som beskrevs av Britton 1978. Lepidiota uptoni ingår i släktet Lepidiota och familjen Melolonthidae. Inga underarter finns listade i Catalogue of Life.